# Liga de Campeones de la OFC 2023
La Liga de Campeones de la OFC 2023, fue la 22.ª edición del máximo torneo de fútbol a nivel de clubes de Oceanía. Esta edición contó con 18 participantes y un formato modificado debido a las restricciones fronterizas que generó la pandemia de covid-19. El campeón defensor fue Auckland City de Nueva Zelanda.
El ganador de este torneo clasificó a la Copa Mundial de Clubes de la FIFA 2023. 

## Formato
Un formato modificado se aplicó para esta edición, los campeones de las asociaciones de Islas Cook, Samoa, Samoa Americana y Tonga participaron en una ronda previa en una sede definida previamente en Samoa, donde el ganador accedió a la fase de grupos. En tanto, hubo un play-off entre los dos representantes de las asociaciones de Papúa Nueva Guinea, Nueva Zelanda, Tahití, Fiyi, Vanuatu, Nueva Caledonia e Islas Salomón, dejando un solo clasificado de cada asociación. Los siete ganadores y el equipo clasificado de la ronda clasificatoria disputaron la Fase de grupos y la Fase final en una sola sede, en Vanuatu.

## Equipos participantes
| País                       | Equipo                           | Vía de clasificación                                                                                             |
| -------------------------- | -------------------------------- | --- |
| Fiyi 2 cupos               | Rewa Suva                        | Campeón de la Liga Nacional de Fiyi 2022 Subcampeón de la Liga Nacional de Fiyi 2022                             |
| Islas Salomón 2 cupos      | Solomon Warriors Kossa           | Campeón de la S-League 2022-23 Subcampeón de la S-League 2022-23                                                 |
| Nueva Caledonia 2 cupos    | Tiga Sport Hienghène Sport       | Campeón de la Superliga de Nueva Caledonia 2022 Subcampeón de la Superliga de Nueva Caledonia 2022               |
| Nueva Zelanda 2 cupos      | Auckland City Wellington Olympic | Campeón de la New Zealand National League 2022 Subcampeón de la New Zealand National League 2022                 |
| Papúa Nueva Guinea 2 cupos | Lae City Hekari United           | Campeón de la Liga Nacional de Papúa Nueva Guinea 2022 Subcampeón de la Liga Nacional de Papúa Nueva Guinea 2022 |
| Tahití 2 cupos             | Pirae Dragon                     | Campeón de la Primera División de Tahití 2021-22 Subcampeón de la Primera División de Tahití 2021-22             |
| Vanuatu 2 cupos            | Ifira Black Bird Siaraga         | Campeón de la Primera División de Vanuatu 2023 Subcampeón de la Primera División de Vanuatu 2023                 |
| Islas Cook Un cupo         | Tupapa Maraerenga                | Campeón de la Primera División de Islas Cook 2022                                                                |
| Samoa Americana Un cupo    | Ilaoa and To'omata               | Campeón de la Liga de Fútbol FFAS 2022                                                                           |
| Samoa Un cupo              | Lupe ole Soaga                   | Campeón de la Liga Nacional de Samoa 2021                                                                        |
| Tonga Un cupo              | Veitongo                         | Campeón de la Primera División de Tonga 2022                                                                     |

## Fase preliminar
| Pos. | Equipo             | Pts. | PJ | G | E | P | GF | GC | Dif. | Clasificación  |      | LUP | TUP | VEI   | IAT |
| ---- | ------------------ | ---- | -- | - | - | - | -- | -- | ---- | -------------- | ---- | --- | --- | ----- | --- |
| 1    | Lupe ole Soaga     | 9    | 3  | 3 | 0 | 0 | 29 | 1  | +28  | Fase de grupos |      | —   | 7–1 | 9–0   | —   |
| 2    | Tupapa Maraerenga  | 6    | 3  | 2 | 0 | 1 | 10 | 7  | +3   |                |      | —   | —   | 1–0   | 8–0 |
| 3    | Veitongo           | 0    | 2  | 0 | 0 | 2 | 0  | 10 | −10  |                | —    | —   | —   | Canc. |     |
| 4    | Ilaoa and To'omata | 0    | 2  | 0 | 0 | 2 | 0  | 21 | −21  |                | 0–13 | —   | —   | —     |     |

 Fuente: OFC
- Los horarios corresponden a la hora local de Samoa (UTC+13).

| 18 de febrero | Tupapa Maraerenga | 1:0 (1:0) | Veitongo | Estadio Nacional, Apia                               |                                                      |
| 13:00         | Saghabi 9' (pen.) | Reporte   |          | Asistencia: 234 espectadores Árbitro(s): Arnold Tari | Asistencia: 234 espectadores Árbitro(s): Arnold Tari |

| 18 de febrero | Ilaoa and To'omata | 0:13 (0:5) | Lupe ole Soaga | Estadio Nacional, Apia                                  |                                                         |
| 16:00         |                    | Reporte    | Taualai 14' · Toni 25', 37' · Tumua Leo 35', 44', 49', 67', 85' · Bolton-Roberts 52' · Mason 71' · Matau 73' · Tumua 82', 89' | Asistencia: 547 espectadores Árbitro(s): Neeshil Varman | Asistencia: 547 espectadores Árbitro(s): Neeshil Varman |

| 21 de febrero | Tupapa Maraerenga                                                                              | 8:0 (6:0) | Ilaoa and To'omata | Estadio Nacional, Apia                                  |                                                         |
| 13:00         | McCoy 13', 43' · Porter 22' · Saghabi 32', 39' · Harmon 36' (pen.) · Tiputoa 87' · Tuakana 88' | Reporte   |                    | Asistencia: 106 espectadores Árbitro(s): Mohammed Altaf | Asistencia: 106 espectadores Árbitro(s): Mohammed Altaf |

| 21 de febrero | Lupe ole Soaga | 9:0 (4:0) | Veitongo | Estadio Nacional, Apia                                 |                                                        |
| 16:00         | Cunniff 15', 40' · Setefano 20' · Taualai 45+1' (pen.), 66' (pen.) · Tumua Leo 63' · Letutusa 70' · Alatina Talilai 80' · Fehoko 86' (a.g.) | Reporte   |          | Asistencia: 408 espectadores Árbitro(s): Ben O'Connell | Asistencia: 408 espectadores Árbitro(s): Ben O'Connell |

| 24 de febrero | Veitongo | Cancelado | Ilaoa and To'omata | Estadio Nacional, Apia      |                             |
| 13:00 |          | Reporte   |                    | Árbitro(s): Keith Kitumbing | Árbitro(s): Keith Kitumbing |
| El partido Veitongo vs. Ilaoa and To'omata fue cancelado debido a la amenaza de un ciclón que se acercaba a Samoa. |          |           |                    |                             |                             |

| 24 de febrero | Lupe ole Soaga                                                                                | 7:1 (1:0) | Tupapa Maraerenga | Estadio Nacional, Apia                               |                                                      |
| 15:00         | Cunniff 23', 89' · Alatina Talilai 55' · Mason 63' · Letutusa 79' · Tumua Leo 81' · Matau 90' | Reporte   | Trego 87'         | Asistencia: 620 espectadores Árbitro(s): Arnold Tari | Asistencia: 620 espectadores Árbitro(s): Arnold Tari |

## Ronda de play-off
El 18 de enero de 2023, la OFC anunció las fechas de los siete play-offs de eliminatorias locales para determinar que equipos de esas naciones participarán en la fase de grupos de la Liga de Campeones de este año.

### Llaves
| Equipo 1         | Agr. | Equipo 2           | Ida | Vuelta |
| ---------------- | ---- | ------------------ | --- | ------ |
| Rewa             | 2–3  | Suva               | 1–1 | 1–2    |
| Pirae            | 9–3  | Dragon             | 2–0 | 7–3    |
| Solomon Warriors | 3–2  | Kossa              | 1–1 | 2–1    |
| Tiga Sport       | 5–1  | Hienghène Sport    | 3–1 | 2–0    |
| Lae City         | 1–4  | Hekari United      | 1–2 | 0–2    |
| Ifira Black Bird | 4–0  | Siaraga            | 3–0 | 1–0    |
| Auckland City    | 6–4  | Wellington Olympic | 1–1 | 5–3    |

### Partidos
| Ida; 23 de febrero | Suva           | 1:1 (0:0) | Rewa          | Estadio Nacional, Suva |                        |
| 19:00 (UTC+12)     | A. Soromon 62' | Reporte   | Nabenia 90+4' | Árbitro(s): Veer Singh | Árbitro(s): Veer Singh |

| Vuelta; 26 de febrero | Rewa          | 1:2 (0:0) (Global 2:3) | Suva                               | Estadio Nacional, Suva                                  |                                                         |
| 15:00 (UTC+12)        | Verevou 90+3' | Reporte                | Tahioa 49' · Matanisiga 80' (a.g.) | Asistencia: 850 espectadores Árbitro(s): Neeshil Varman | Asistencia: 850 espectadores Árbitro(s): Neeshil Varman |

- Suva clasificó a Fase de grupos.

| Ida; 17 de febrero | Dragon | 0:2 (0:2) | Pirae                   | Estadio Pater, Papeete                  |                                         |
| 20:00 (UTC-10)     |        | Reporte   | Labaste 49' · Paama 79' | Árbitro(s): Aurelien Planchais-Godefroy | Árbitro(s): Aurelien Planchais-Godefroy |

| Vuelta; 24 de febrero | Pirae                                                                          | 7:3 (3:0) (Global 9:3) | Dragon                                       | Estadio Pater, Papeete       |                              |
| 20:00 (UTC-10)        | Tetauira 13', 40', 66' · Bourebare 16' · Tihoni 50' · Ngiamba 78' · Mathon 86' | Reporte                | Tinirauarii 73' (pen.), 78' · Chan Kat 90+7' | Árbitro(s): Teremoana Roihau | Árbitro(s): Teremoana Roihau |

- Pirae clasificó a Fase de grupos.

| Ida; 22 de febrero | Kossa    | 1:1 (1:0) | Solomon Warriors | Estadio Lawson Tama, Honiara |                         |
| 15:00 (UTC+11)     | Feni 43' | Reporte   | Gagame 54'       | Árbitro(s): Timothy Niu      | Árbitro(s): Timothy Niu |

| Vuelta; 28 de febrero | Solomon Warriors       | 2:1 (1:1) (Global 3:2) | Kossa      | Estadio Lawson Tama, Honiara |                              |
| 15:00 (UTC+11)        | Ifunaoa 33' · Mala 60' | Reporte                | Bakale 17' | Árbitro(s): David Yareboinen | Árbitro(s): David Yareboinen |

- Solomon Warriors clasificó a Fase de grupos.

| Ida; 11 de febrero | Hienghène Sport | 1:3 (1:2) | Tiga Sport                                    | Estadio Numa-Daly Magenta, Numea |                            |
| 16:00 (UTC+11)     | Sansot 12'      | Reporte   | J. Bearune 5' · Welepane 18' · D. Bearune 61' | Árbitro(s): Marius Gaïcoin       | Árbitro(s): Marius Gaïcoin |

| Vuelta; 18 de febrero | Tiga Sport                  | 2:0 (2:0) (Global 5:1) | Hienghène Sport | Estadio Numa-Daly Magenta, Numea |                            |
| 15:00 (UTC+11)        | Mathelon 15' · Wélépane 26' | Reporte                |                 | Árbitro(s): Mederic Lacour       | Árbitro(s): Mederic Lacour |

- Tiga Sport clasificó a Fase de grupos.

| Ida; 11 de febrero | Hekari United        | 2:1 (0:1) | Lae City     | Sir Ignatius Kilage Stadium, Lae                         |                                                          |
| 15:00 (UTC+10)     | Joe 50' · Yasasa 60' | Reporte   | Morgan 45+6' | Asistencia: 2500 espectadores Árbitro(s): Charles Arangi | Asistencia: 2500 espectadores Árbitro(s): Charles Arangi |

| Vuelta; 18 de febrero | Lae City | 0:2 (0:0) (Global 1:4) | Hekari United          | Estadio Sir John Guise, Puerto Moresby               |                                                      |
| 15:00 (UTC+10)        |          | Reporte                | Yasasa 88' · Joe 90+4' | Asistencia: 2000 espectadores Árbitro(s): Veer Singh | Asistencia: 2000 espectadores Árbitro(s): Veer Singh |

- Hekari United clasificó a Fase de grupos.

| Ida; 22 de febrero | Siaraga | 0:3 (0:0) | Ifira Black Bird                     | Estadio VFF Freshwater, Port Vila                     |                                                       |
| 17:00 (UTC+11)     |         | Reporte   | Iawak 55' · Lency 64' · Kalotang 78' | Asistencia: 3000 espectadores Árbitro(s): Joel Hopken | Asistencia: 3000 espectadores Árbitro(s): Joel Hopken |

| Vuelta; 25 de febrero | Ifira Black Bird | 1:0 (1:0) (Global 4:0) | Siaraga | Estadio Luganville Soccer City, Luganville           |                                                      |
| 14:00 (UTC+11)        | Tenene 2'        | Reporte                |         | Asistencia: 5000 espectadores Árbitro(s): Ben Aukwai | Asistencia: 5000 espectadores Árbitro(s): Ben Aukwai |

- Ifira Black Bird clasificó a Fase de grupos.

| Ida; 11 de marzo | Wellington Olympic | 1:1 (1:0) | Auckland City | Martin Luckie Park, Wellington                        |                                                       |
| 14:00 (UTC+13)   | Stevens 37'        | Reporte   | Gray 79'      | Asistencia: 520 espectadores Árbitro(s): Nick Waldron | Asistencia: 520 espectadores Árbitro(s): Nick Waldron |

| Vuelta; 18 de marzo | Auckland City                                                 | 5:3 (1:2) (Global 6:4) | Wellington Olympic         | Kiwitea Street, Auckland               |                                        |
| 15:30 (UTC+13)      | Gillion 23' · Tade 74', 77' (pen.), 87' (pen.) · Kilkolly 85' | Reporte                | Mata 15' · Watson 28', 62' | Árbitro(s): Campbell-Kirk Kawana-Waugh | Árbitro(s): Campbell-Kirk Kawana-Waugh |

- Auckland City clasificó a Fase de grupos.

## Fase de grupos
El sorteo de esta ronda se realizó el 23 de marzo de 2023, los ocho equipos fueron divididos en dos grupos, los dos primeros avanzaron a la fase final. Todos los encuentros se jugaron en una sede centralizada, en Vanuatu.
- Los horarios corresponden al huso horario de Vanuatu VUT (UTC+11).

### Grupo A
| Pos. | Equipo           | Pts. | PJ | G | E | P | GF | GC | Dif. | Clasificación |     | AUC | SUV | SOL | LUP |
| ---- | ---------------- | ---- | -- | - | - | - | -- | -- | ---- | ------------- | --- | --- | --- | --- | --- |
| 1    | Auckland City    | 9    | 3  | 3 | 0 | 0 | 9  | 2  | +7   | Semifinales   |     | —   | —   | 3–1 | —   |
| 2    | Suva             | 6    | 3  | 2 | 0 | 1 | 9  | 3  | +6   | Semifinales   |     | 1–3 | —   | —   | 6–0 |
| 3    | Solomon Warriors | 3    | 3  | 1 | 0 | 2 | 4  | 6  | −2   |               |     | —   | 0–2 | —   | 3–1 |
| 4    | Lupe ole Soaga   | 0    | 3  | 0 | 0 | 3 | 1  | 12 | −11  |               | 0–3 | —   | —   | —   |     |

 Fuente: OFC
| 14 de mayo | Auckland City                                | 3:1 (0:1) | Solomon Warriors | Luganville Soccer Stadium, Luganville                     |                                                           |
| 12:00      | Kilkolly 55' · Garriga 77' · R. de Vries 81' | Reporte   | Tigi 9'          | Asistencia: 5000 espectadores Árbitro(s): Norbert Hauatat | Asistencia: 5000 espectadores Árbitro(s): Norbert Hauatat |

| 14 de mayo | Suva                                                                           | 6:0 (3:0) | Lupe ole Soaga | Luganville Soccer Stadium, Luganville                      |                                                            |
| 15:00      | Soromon 31' · Saniel 35' · Apelu 42' (a.g.) · Tahioa 63' · Matarerega 69', 89' | Reporte   |                | Asistencia: 3000 espectadores Árbitro(s): Teremoana Roihau | Asistencia: 3000 espectadores Árbitro(s): Teremoana Roihau |

| 17 de mayo | Solomon Warriors            | 3:1 (2:0) | Lupe ole Soaga | Luganville Soccer Stadium, Luganville                      |                                                            |
| 12:00      | Ifunaoa 15', 67' · Mala 36' | Reporte   | Siba 63'       | Asistencia: 3000 espectadores Árbitro(s): Teremoana Roihau | Asistencia: 3000 espectadores Árbitro(s): Teremoana Roihau |

| 17 de mayo | Suva       | 1:3 (0:2) | Auckland City                  | Luganville Soccer Stadium, Luganville                      |                                                            |
| 15:00      | Saniel 71' | Reporte   | Gillion 14', 55' · Garriga 34' | Asistencia: 5500 espectadores Árbitro(s): David Yareboinen | Asistencia: 5500 espectadores Árbitro(s): David Yareboinen |

| 20 de mayo | Lupe ole Soaga | 0:3     | Auckland City | Luganville Soccer Stadium, Luganville |                         |
| 12:00 |                | Reporte |               | Árbitro(s): Arnold Tari               | Árbitro(s): Arnold Tari |
| El partido Lupe ole Soaga vs. Auckland City fue cancelado debido a varias lesiones en la plantilla del Lupe ole Soaga. |                |         |               |                                       |                         |

| 20 de mayo | Solomon Warriors | 0:2 (0:1) | Suva                     | Luganville Soccer Stadium, Luganville                      |                                                            |
| 15:00      |                  | Reporte   | Soromon 16' · Drudru 70' | Asistencia: 8000 espectadores Árbitro(s): David Yareboinen | Asistencia: 8000 espectadores Árbitro(s): David Yareboinen |

### Grupo B
| Pos. | Equipo           | Pts. | PJ | G | E | P | GF | GC | Dif. | Clasificación |   | PIR | IFB | HEK | TIG |
| ---- | ---------------- | ---- | -- | - | - | - | -- | -- | ---- | ------------- | - | --- | --- | --- | --- |
| 1    | Pirae            | 7    | 3  | 2 | 1 | 0 | 7  | 3  | +4   | Semifinales   |   | —   | —   | —   | 3–0 |
| 2    | Ifira Black Bird | 4    | 3  | 1 | 1 | 1 | 3  | 4  | −1   | Semifinales   |   | 2–2 | —   | 0–2 | —   |
| 3    | Hekari United    | 3    | 3  | 1 | 0 | 2 | 3  | 3  | 0    |               |   | 1–2 | —   | —   | —   |
| 4    | Tiga Sport       | 3    | 3  | 1 | 0 | 2 | 1  | 4  | −3   |               | — | 0–1 | 1–0 | —   |     |

 Fuente: OFC
| 15 de mayo | Pirae                                 | 3:0 (3:0) | Tiga Sport | VFF Freshwater Stadium, Port Vila                    |                                                      |
| 12:00      | Tihoni 7' · Teumere 25' · Labaste 40' | Reporte   |            | Asistencia: 5576 espectadores Árbitro(s): Ben Aukwai | Asistencia: 5576 espectadores Árbitro(s): Ben Aukwai |

| 15 de mayo | Ifira Black Bird | 0:2 (0:0) | Hekari United          | VFF Freshwater Stadium, Port Vila                         |                                                           |
| 15:00      |                  | Reporte   | Yasasa 58' · Naime 82' | Asistencia: 5576 espectadores Árbitro(s): Kavitesh Behari | Asistencia: 5576 espectadores Árbitro(s): Kavitesh Behari |

| 18 de mayo | Tiga Sport   | 1:0 (0:0) | Hekari United | VFF Freshwater Stadium, Port Vila                         |                                                           |
| 12:00      | Welepane 68' | Reporte   |               | Asistencia: 5777 espectadores Árbitro(s): Kavitesh Behari | Asistencia: 5777 espectadores Árbitro(s): Kavitesh Behari |

| 18 de mayo | Ifira Black Bird         | 2:2 (1:0) | Pirae                    | VFF Freshwater Stadium, Port Vila                             |                                                               |
| 15:00      | Wohale 43' · Kaloros 58' | Reporte   | Pito 84' · Labaste 90+5' | Asistencia: 5777 espectadores Árbitro(s): Anna-Marie Keighley | Asistencia: 5777 espectadores Árbitro(s): Anna-Marie Keighley |

| 21 de mayo | Hekari United  | 1:2 (0:1) | Pirae                   | VFF Freshwater Stadium, Port Vila                             |                                                               |
| 12:00      | Joe 55' (pen.) | Reporte   | Tave 45+1' · Tihoni 63' | Asistencia: 4252 espectadores Árbitro(s): Anna-Marie Keighley | Asistencia: 4252 espectadores Árbitro(s): Anna-Marie Keighley |

| 21 de mayo | Tiga Sport | 0:1 (0:1) | Ifira Black Bird | VFF Freshwater Stadium, Port Vila                    |                                                      |
| 15:00      |            | Reporte   | Tenene 18'       | Asistencia: 4252 espectadores Árbitro(s): Ben Aukwai | Asistencia: 4252 espectadores Árbitro(s): Ben Aukwai |

## Fase final

### Cuadro de desarrollo
|  | Semifinales      | Semifinales      | Semifinales |      |                       | Final                 | Final | Final |  |
|  |                  |                  |             |      |                       |                       |       |       |  |
|  |                  |                  |             |      |                       |                       |       |       |  |
|  | Auckland City    | Auckland City    | 2 (5)       |      |                       |                       |       |       |  |
|  | Auckland City    | Auckland City    | 2 (5)       |      |                       |                       |       |       |  |
|  | Ifira Black Bird | Ifira Black Bird | 2 (4)       |      |                       |                       |       |       |  |
|  | Ifira Black Bird | Ifira Black Bird | 2 (4)       |      | Auckland City (t. s.) | Auckland City (t. s.) | 4     |       |  |
|  |                  |                  |             |      | Auckland City (t. s.) | Auckland City (t. s.) | 4     |       |  |
|  |                  |                  | Suva        | Suva | 2                     |                       |       |       |  |
|  | Pirae            | Pirae            | Suva        | Suva | 2                     | 2                     |       |       |  |
|  | Pirae            | Pirae            |             |      |                       | 2                     |       |       |  |
|  | Suva (t. s.)     | Suva (t. s.)     | 4           |      |                       |                       |       |       |  |
|  | Suva (t. s.)     | Suva (t. s.)     | 4           |      |                       |                       |       |       |  |
|  |                  |                  |             |      |                       |                       |       |       |  |

- Los horarios corresponden al huso horario de Vanuatu VUT (UTC+11).

### Semifinales
| 24 de mayo | Auckland City                                          | 2:2 (2:2, 0:1) (t. s.)(5:4 p.) | Ifira Black Bird                               | VFF Freshwater Stadium, Port Vila                    |                                                      |
| 11:30      | R. de Vries 68', 90+5'                                 | Reporte                        | Iawak 39' · Tenene 60'                         | Asistencia: 5780 espectadores Árbitro(s): Ben Aukwai | Asistencia: 5780 espectadores Árbitro(s): Ben Aukwai |
|            |                                                        | Tiros desde el punto penal     |                                                |                                                      |                                                      |
|            | M. den Heijer · Zhou Tong · Kilkolly · Howieson · Vale |                                | Taiwia · Tenene · Welwel · Tasip · Napakaurana |                                                      |                                                      |

| 24 de mayo | Pirae                      | 2:4 (2:2, 0:1) (t. s.) | Suva                                         | VFF Freshwater Stadium, Port Vila                          |                                                            |
| 15:00      | Tetauira 55' · Labaste 89' | Reporte                | Nabenu 14' · Soromon 47', 105+1' · Nand 116' | Asistencia: 3740 espectadores Árbitro(s): David Yareboinen | Asistencia: 3740 espectadores Árbitro(s): David Yareboinen |

### Final
| 27 de mayo | Auckland City                                                   | 4:2 (2:2, 2:0) (t. s.) | Suva                    | VFF Freshwater Stadium, Port Vila                          |                                                            |
| 14:00      | Kilkolly 35' (pen.) · R. de Vries 45+3', 120+3' · Howieson 108' | Reporte                | Saniel 66' · Tahioa 84' | Asistencia: 5420 espectadores Árbitro(s): David Yareboinen | Asistencia: 5420 espectadores Árbitro(s): David Yareboinen |

|                                   |
| Bandera de Nueva Zelanda          |
| Campeón Auckland City 11.º título |

## Estadísticas

### Goleadores
- Fuente: Página oficial de la competición.[9]

| Jugador          | Equipo         | Goles |
| ---------------- | -------------- | ----- |
| John Tumua Leo   | Lupe ole Soaga | 7     |
| Azariah Soromon  | Suva           | 5     |
| Ryan de Vries    | Auckland City  | 5     |
| Va'a Taualai     | Lupe ole Soaga | 4     |
| Jared Cunniff    | Lupe ole Soaga | 4     |
| Ariiura Labaste  | Pirae          | 4     |
| Tamatoa Tetauira | Pirae          | 4     |